# Erprobungsverband Ostsee
Het Erprobungsverband Ostsee was een trainingseenheid van de Duitse Kriegsmarine tijdens de Tweede Wereldoorlog. Zo’n flottielje was normaal uitgerust met onder andere 20 tot 30 stuks van de Marinefährprahm.

## Geschiedenis

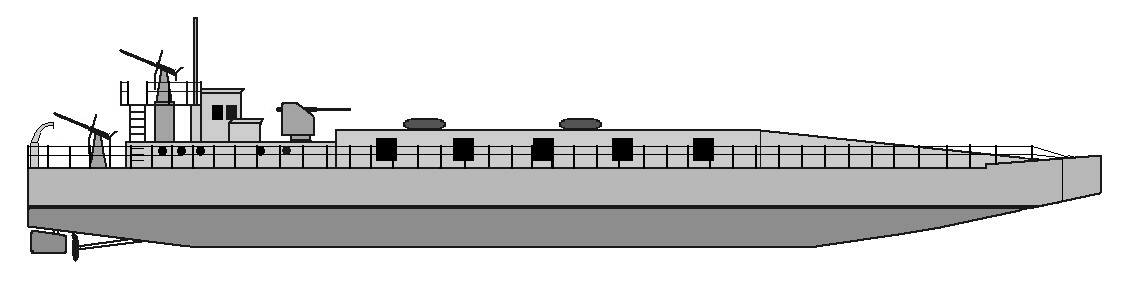
De standaarduitrusting: de Marinefährprahm

Vanaf maart 1941 bouwde de Kriegsmarine een scheepeenheid op voor landingen op de Sowjet Oostseekust: het Erprobungskommando Ostsee (EVO). De eenheid kreeg daarbij personeel, vaartuigen en uitrusting toegevoerd, komende vanaf de Kanaal- en Noordzeekusten. Deze waren eigenlijk bestemd geweest voor de landing in Engeland (Operatie Seelöwe). Het Verband kreeg ook de taak nieuwe landingstechnieken uit te werken. Op 26 juni 1941 beschikte het Verband over ruim honderdtwintig vaartuigen, maar nog geen Marinefährprähme (MFP). De eerste vijf kwamen echter een paar dagen later. Het EVO verplaatste naar Libau, in juli naar Riga en in september naar Pärnu. Hier bereidde het EVO zich voor op de landingen op de Baltische eilanden. Intussen beschikte het over zo’n 12 MFP’s. Deze landingen vonden uiteindelijk plaats van 8 september tot 21 oktober 1941, door de 61e en delen van de 217e Infanteriedivisies. Daarna verplaatste het EVO zich terug naar Riga en vervolgens naar Swinemünde. Aangezien de Oostzeekust grotendeels in Duitse handen was en de invasie van Engeland niet waarschijnlijk meer, was de noodzaak voor het Verband niet meer aanwezig.

### Einde
Het Erprobungskommando Ostsee (EVO) werd in december 1941 in Swinemünde opgeheven. Uit personeel en materiaal werden 13e en 17e Landingsflottielje gevormd, die in Swinemunde als opleidingseenheden gingen dienst doen.

## Commandanten
| Rang            | Naam           | Begin      | Eind          |
| --------------- | -------------- | ---------- | ------------- |
| Kapitän zur See | Johannes Rieve | april 1941 | december 1941 |